# Saint Marys, Tasmanien
Saint Marys är en ort i Australien. Den ligger i kommunen Break O'Day och delstaten Tasmanien, i den sydöstra delen av landet, omkring 160 kilometer nordost om delstatshuvudstaden Hobart. Antalet invånare är 522.
Trakten runt Saint Marys är nära nog obefolkad, med mindre än två invånare per kvadratkilometer.. Saint Marys är det största samhället i trakten. 
I omgivningarna runt Saint Marys växer i huvudsak städsegrön lövskog. Genomsnittlig årsnederbörd är 846 millimeter. Den regnigaste månaden är november, med i genomsnitt 122 mm nederbörd, och den torraste är januari, med 42 mm nederbörd.